# Jüdischer Friedhof (Bleckede)

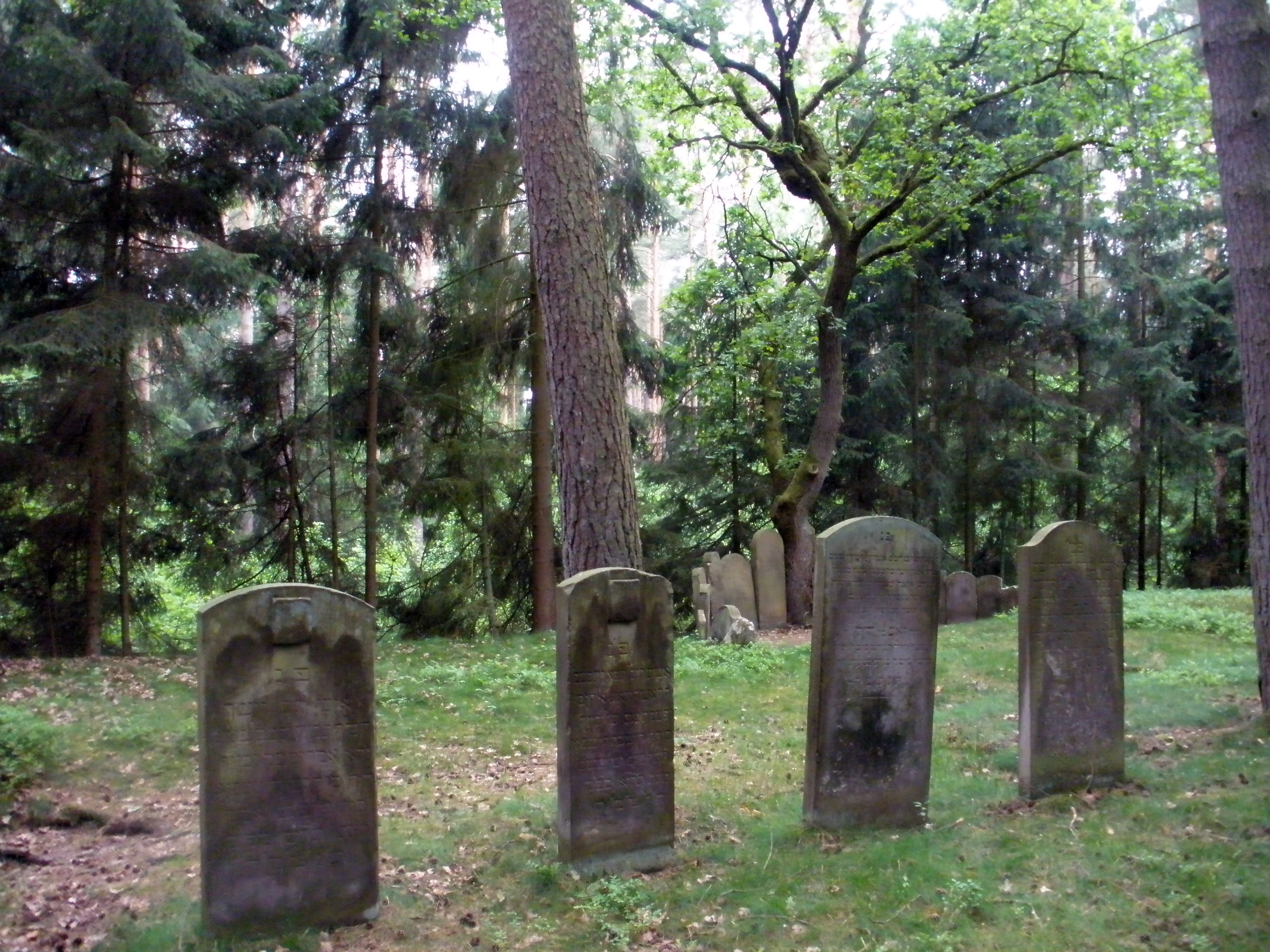
Jüdischer Friedhof Bleckede

Der Jüdische Friedhof Bleckede ist ein jüdischer Friedhof in der Stadt Bleckede im niedersächsischen Landkreis Lüneburg. Er ist ein geschütztes Kulturdenkmal.
Auf dem 1414 m² großen Friedhof, der in seiner ursprünglichen Größe erhalten ist, befinden sich 37 Grabsteine.

## Geschichte
Der Friedhof wurde von 1752 bis 1935 belegt. Die in der Zeit des Nationalsozialismus umgestürzten Grabsteine wurden nach 1945 wieder aufgestellt. 1952 ging der Friedhof in den Besitz der Jewish Trust Corporation (JTC) über, 1959 wurde er dem Landesverband der Jüdischen Gemeinden von Niedersachsen übergeben.
In den 1980er Jahren wurde er dreimal geschändet. Im März 2016 haben unbekannte Täter einen großen Teil der Gräber und Grabsteine zerstört. 12 der 37 Grabsteine wurden umgeworfen, Grabplatten zerschlagen und Gläser mit Kerzen gegen die Grabsteine geworfen.